# 越光米
越光米（コシヒカリ）是原產於日本的水稻品種之一，屬於粳稻，官方名稱為片假名書寫的，1956年登錄日本農林編號為「農林100號」。

## 名稱由來
命名為「越光」的原因是因為原產地福井縣與新潟縣在古代稱為越國，「越光」即意謂著「越國之光」，代表對於培育出此種優秀稻米的自豪。

## 簡介

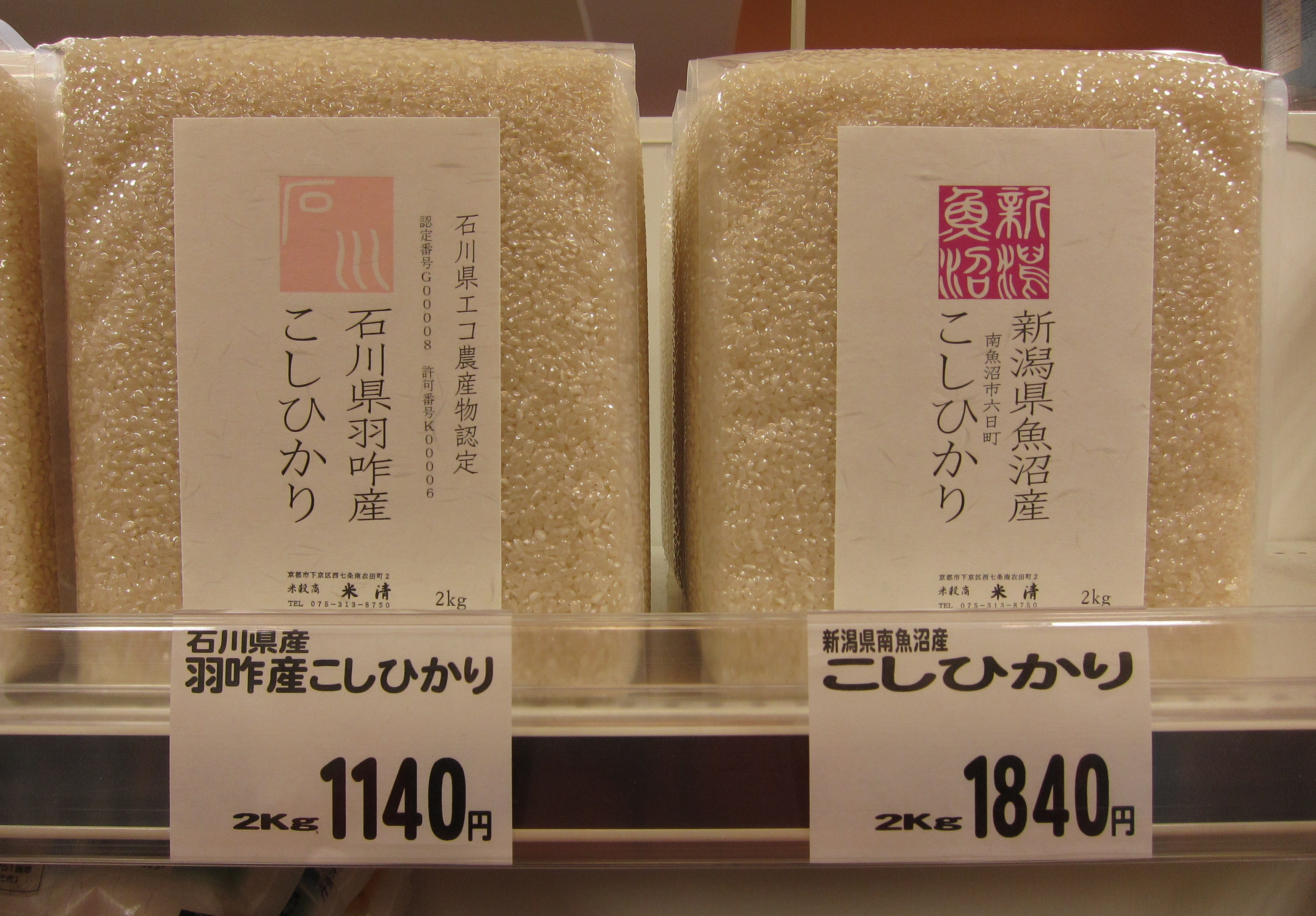
不同產地越光米價格並不同

越光米是具有黏性強、口感風味佳等優點的食用米，因此常作為高級食米輸出海外，價格往往較其他種類的食米高昂，甚至有些餐廳指定使用越光米或以越光米作為攬客宣傳。
越光米在日本是栽種面積最廣的水稻品種，自1979年登上首位以來，歷年皆為第一，至2005年時已達到38%。不過越光米在栽作上有其弱點，例如容易傾折、對稻熱病的抵抗性較弱等。
雖然越光米在日本廣泛栽種，但並非所有地方都是越光米的栽種適地，非栽種適地所生產出來的越光米在口感與風味上比不上栽種適地所出產的越光米。日本的越光米栽種適地主要集中在日本海側的諸縣，約為飛鳥時代的越州領域，例如福井縣的嶺北地方、石川縣、富山縣、新潟縣、山形縣內地方等，其中以新潟縣魚沼所產的越光米品質最優，價格也最高，是越光米中的名牌，號為「魚沼越光」，同為新潟縣所產的幾款越光米，南魚沼每單位價格最貴，佐渡其次，上越相對價格優勢，以性价比而言上越最佳。而南魚沼市鹽澤町的越光米更是名牌中的名牌。台灣目前吃到的越光米多為真空包裝進口，為了保持米的口感與鮮度，廠商開始發展現碾形式，將全穀稻米進口至台灣，在台灣當地現碾直送給消費者，讓進口米不會因包裝或碾製時間過久而造成口感流失。越光米現已引入了世界各地，比如美国加州、意大利、巴西等国家。
備註 :日本新潟的越光米的三大產地、「コシヒカリ三大銘炳、魚沼、佐渡、岩船 」
「新潟縣魚沼郡」、「新潟縣佐渡郡」、「新潟縣岩船郡.關川村」
在越光米中又以岩船所生產的米粒最為大顆，適合用於手包御飯糰
雖然非栽種適地的越光米品質不及栽種適地，但經過當地農民的努力，依各地的土壤、氣候等情況進行改良，已有數種子品種誕生，例如秋田縣的秋田小町米（あきたこまち）、西日本的日之光米（ヒノヒカリ）等等。
耕作期：
- 播種日… 4月25日
- 插秧日… 5月21日
- 結穂期… 8月9日
- 收割期… 8月19日〜9月18日

## 越光米引進台灣的歷史

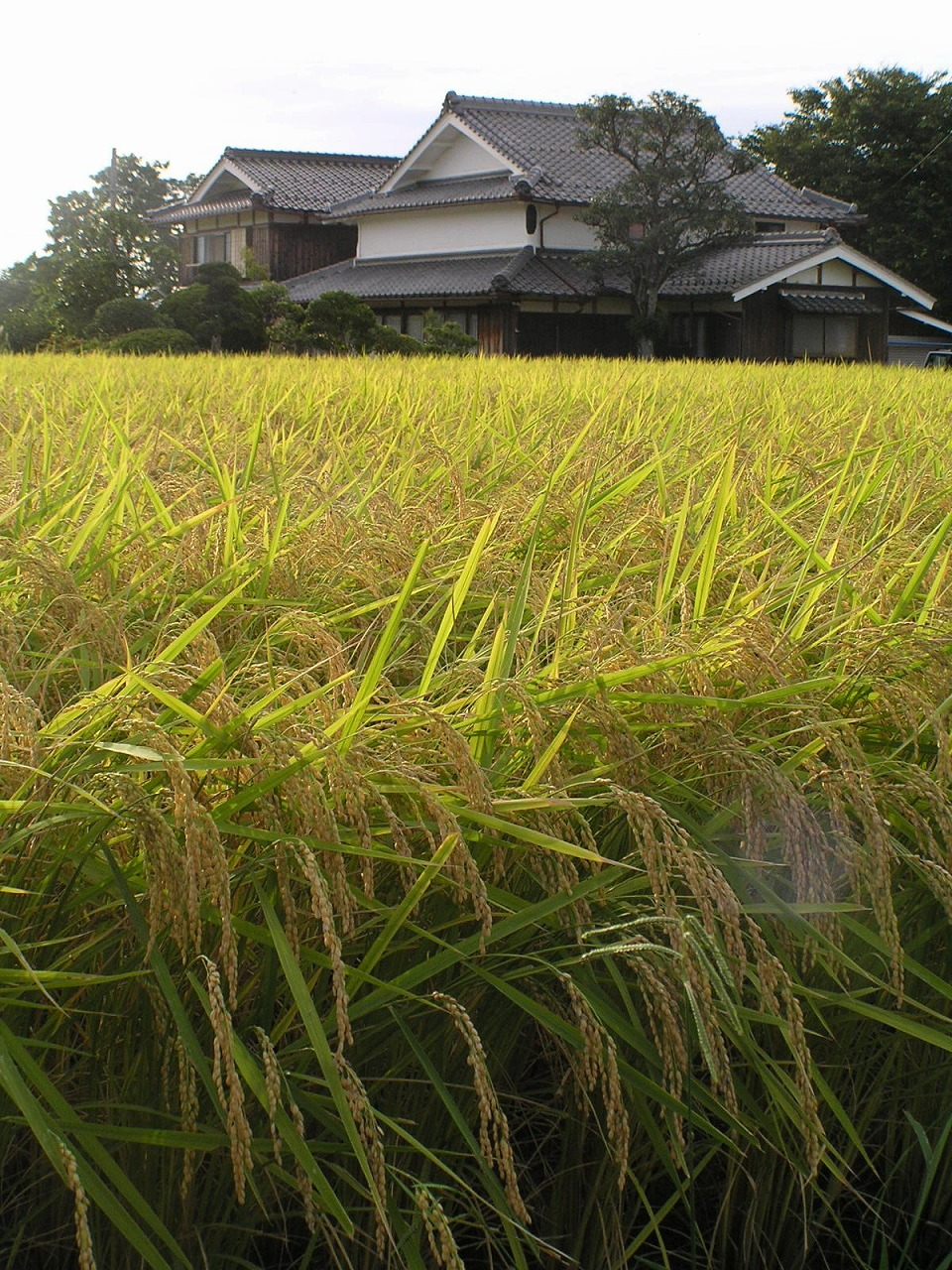
越光米稻穗

1977年是日本越光米在台灣栽培最早的紀錄，當時是由「大橋牌」創辦人陳俊雄將越光米稻種由日本引入台灣，並在彰化縣社頭鄉首次試種，初期因水土不服與技術問題耕作失敗。隔年陳俊雄將越光米稻種帶回彰化縣二林鎮，與在地農民進行契作，為克服越光米的種作技術，帶領契作農民林續共同參加農林廳日本考察團，從日本購買專書，學習如何栽種越光米、如何管理農田，1980年越光米終於在二林鎮栽培成功，故二林鎮有台灣「越光米的故鄉」之稱。
然而，越光米在台灣栽培初期的稻米品質仍不穩定，1983年大橋牌將契作農民林續做為示範點，由臺南區農業改良場羅正宗博士進行技術指導，紀錄水稻生長過程、施肥時間與灌排水方法，取得越光米在產量與品質上最佳的管理模式。經過示範與教育訓練，大橋牌契作農民群以科學化田間管理，讓越光米的品質逐漸穩定，並以「大橋越光米」開啟台灣良質米的市場。

## 斗南鎮農會精米工場（斗南越光米）
斗南鎮農會（斗南町農協，創立於1919年）為提高台灣糧食品質水準，經理事會同意下巨資建構台灣專業越光米精米工場（斗南鎮農會糧食工廠第二廠，2013年至2018年止累積投資超過新台幣3.2億），依循合法程序自日本富山縣（Toyama）引進日本越光米稻種在斗南地區種植，搭配農會投資上億元建構的農耕團隊（青農團隊）進行田間專業輔導管理，近年來連續榮獲國內外各項殊榮，目前已是日系餐飲來台發展指定重要伙伴。市售小包裝目前也行銷於台灣各大超市通路。
斗南，日本殖民統治時期就被列為優良稻米產區，斗南稻田緊鄰大尖山腳下，為濁水溪兩條支流灌溉，土壤含豐富微量元素，氣候又與越光米的故鄉越州相似，田間種植管理比照日本稻田管理方式採取稻米與馬鈴薯輪作，斗南鎮農會透由契作代耕策略積極推動減肥料、減農藥的友善農法的栽種方式及提供高額品質競賽獎金，鼓勵農友朝「重質不重量」提昇稻米品質    。